# Ulises Blanch
Ulises Blanch (ur. 25 marca 1998 w San Juan) – amerykański tenisista.

## Kariera tenisowa
W przeciągu kariery wygrał dwa singlowe turnieje rangi ATP Challenger Tour.
W 2020 roku podczas US Open zadebiutował w turnieju głównym Wielkiego Szlema w grze pojedynczej. Startując z „dziką kartą” odpadł w pierwszej rundzie turnieju po porażce z Cristianem Garínem.
Najwyżej sklasyfikowany w rankingu gry pojedynczej był na 236. miejscu (12 października 2020), a w klasyfikacji gry podwójnej na 423. pozycji (20 maja 2019).

### Zwycięstwa w turniejach ATP Challenger Tour w grze pojedynczej
| Końcowy wynik | Nr | Data             | Turniej   | Nawierzchnia  | Przeciwnik          | Wynik finału  |
| ------------- | -- | ---------------- | --------- | ------------- | ------------------- | ------------- |
| Zwycięzca     | 1. | 15 lipca 2018    | Perugia   | Ceglana       | Gianluigi Quinzi    | 7:5, 6:2      |
| Zwycięzca     | 2. | 12 stycznia 2020 | Ann Arbor | Twarda (hala) | Roberto Cid Subervi | 3:6, 6:4, 6:2 |